# 亮叶山香圆
亮叶山香圆（学名：Turpinia simplicifolia）为省沽油科山香圆属的植物。分布于马来西亚、菲律宾、印度尼西亚以及中国大陆的广西、广东等地，生长于海拔470米至910米的地区，多生于山谷阴处及密林中，目前尚未由人工引种栽培。

## 异名
- Turpinia simplicifolia Merr. var. longipes C. Y. Wu